# Благодатная (река, Итуруп)
Благодатная — река в России в центральной части острова Итуруп, входящем в состав Большой гряды Курильских островов. Река протекает в северной части села Горячие Ключи. Впадает в залив Касатка Тихого океана. Длина Благодатной — 16 км Площадь водосборного бассейна — 78,9 км².
Река берёт начало в центральной части острово Итуруп и течет в юго-западном направлении до одноимённого озера Благодатное. Далее через озеро Благодатное река течет на юг до залива Касатка.

## Данные водного реестра
По данным государственного водного реестра России относится к Амурскому бассейновому округу. Речной бассейн — бассейны рек острова Сахалин. Водохозяйственный участок — Курильские острова.
Код водного объекта 20050000312118300010737.